# Тройственный альянс
Тройственный альянс (англ. Triple Alliance) — образованный 23 января 1668 года в Гааге тройственный союз Англии, Швеции и Нидерландов, возникший в оборонительных целях, чтобы остановить экспансию Людовика XIV в Деволюционной войне. Союз так никогда и не участвовал в войне, но был достаточно серьёзной угрозой, вынудив Людовика остановить наступление и подписать с Испанией мир в Аахене.

## Причины возникновения союза
Коалиция образовалась совершенно неожиданно для правительства Людовика XIV. Неожиданность была вызвана ещё и тем, что на помощь Испании выступили недавние союзники Франции по антигабсбургской борьбе — Голландия, Швеция, Англия. Основной причиной была настороженность по поводу агрессивной политики Франции, по сути вставшей на путь захватнической войны. Инициаторами союза выступали голландцы, которых не устраивал введенный Кольбером высокий французский таможенный тариф 1667 года, подрывавший их торговлю. Кроме того, их совершенно не устраивала перспектива оказаться соседом воинственной Франции в случае, если та оккупирует Испанские Нидерланды. Голландская буржуазия предпочла вступить в союз со своим вековым кровным врагом — Испанской монархией и сумела вовлечь в коалицию также Англию и Швецию. Успешному образованию этой коалиции помогло и то, что английский парламент, недовольный политикой Карла II Стюарта, принудил его резко изменить курс, прервать войну с Голландией и вступить с ней в союз против Франции. Одновременно Швеция выступила в качестве гаранта Вестфальского мира.

## Предыстория
Окончивший франко-испанскую войну 1635—1659 годов Пиренейский мир давал повод для брака короля Франции Людовика XIV на старшей дочери короля Испании Филиппа IV Марии Терезии. Несмотря на то, что Испанская империя была ослаблена продолжительными войнами, она оставалась огромной глобальной конфедерацией. Чтобы предотвратить её поглощение Францией, Мария Терезия отказалась от своих прав наследования, а взамен Людовику было обещано приданое в огромном размере — 500 тыс. золотых экю, которое так и не было выплачено.
В 1661 году министр финансов Франции Жан-Батист Кольбер заявил, что экономический рост Франции требует обретение испанских Нидерландов и морского порта Антверпен, ибо это даст контроль над экспортной торговлей, в которой тогда доминировала союзная ей Голландская республика. Однако это подразумевало конфликт с Испанией, Священной Римской империей, а также с голландцами. Подтвердивший независимость Голландии от Испании Мюнстерский мир от 1648 года закрыл устье Шельды, приведя к экономическому ослаблению Антверпена в пользу Амстердама, который стал самым богатым торговым городом в Северо-Западной Европе[неизвестный термин].
К 1663 году Людовик пришел к выводу, что Генеральные штаты Нидерландов никогда добровольно не пойдут на уступки, и начал планировать силовой захват территорий. В соответствии с требованиями Парижского договора 1662 года Франция вступила во Вторую англо-голландскую войну в июле 1665 года на стороне республики, что позволило увеличить французскую армию.
В сентябре Филипп умер, оставив четырёхлетнего сына Карла II Испанского при регентском правлении своей вдовы Марианы Австрийской. Французский король утверждал, что из-за невыплаченного до конца приданного отказ Марии Терезии был недействителен, и поэтому её права перешли к нему по ограничивающему наследование детям от первого брака в Брабанте и Намюре для частных лиц закону Jus Devolutionis, который он использовал для претензий на большую часть Испанских Нидерландов. В апреле 1666 года сестра Карла Маргарита Тереза вышла замуж за императора Леопольда I; это означало, что после смерти Карла II тот и унаследует всю Испанскую империю.
Переговоры о завершении англо-голландской войны начались в Бреде в мае 1667 года. Людовик начал Деволюционную войну 24 мая, и к сентябрю его войска оккупировали большую часть испанских Нидерландов. Подписанный 27 мая 1667 года Мадридский договор положил конец англо-испанской войне 1654—1660 годов, и Англия согласилась выступить посредником в прекращении португальской войны за независимость в обмен на коммерческие уступки. Голландский рейд на Медуэй в июне принудил англичан подписать 31 июля Бредское соглашение, после чего две страны начали переговоры о создании общего фронта против Франции.

## Переговоры
Альянс с Францией укрепил позиции Де Витта против оранжистов и обеспечил экономическое превосходство Голландии. К 1667 году перспектива замены Испании Францией в качестве соседа привела к тому, что большинство Генеральных штатов и населения считали союз с Англией необходимым условием для взаимного выживания двух стран. Хотя Карл предпочитал иметь союзником Францию, он рассматривал Бредское соглашение как личное унижение и обвинял Людовика в том, что тот не сумел гарантировать принятие голландцами английских условий. Эту точку зрения широко разделяли его советники, в том числе главный министр и 1-й граф Арлингтон Генри Беннет. Потери от войны и Великого лондонского пожара привели к желаемости мирного договора парламентом и лондонским Сити, которого, как казалось, лучше всего было достичь сотрудничеством с голландцами.
Переговоры вел английский посол в Гааге и Брюсселе сэр Уильям Темпл, который считал французскую экспансию большей угрозой, чем голландскую экономическую мощь. Его поддержал служивший в Лондоне с 1667 по 1668 год и в Гааге с 1669 по 1673 год имперский дипломат Франсуа Поль де Лизола. Историк и политический теоретик Марк Голди рассматривает работу имперца 1667 года «Защитник государства и справедливости» как ключевой документ в признании Франции большим чем Испания врагом Англии.
В сентябре Де Витт спросил Людовика об условиях его ухода из Испанских Нидерландов и предложил выступить посредником в переговорах с Испанией. Бурбон согласился при условии, что после отклонения его условий мира Испанией Генеральные штаты Голландии 10 декабря и 14 января 1668 года приняли резолюции с одобрением военной поддержки Франции. 20 января 1668 года Людовик и Леопольд заключили секретный договор о разделе Испанской империи в случае смерти Карла.
Французский посол Годфруа д’ Эстрад был хорошо осведомлен о переговорах по созданию Тройственного альянса и заверил своего короля, что с помощью взяток сможет отсрочить его одобрение. Однако Темпл убедил Генеральные штаты одобрить план, прежде чем обращаться к провинциальным властям, хотя в обычной практике все происходило наоборот. Как только Генеральные штаты объявили о своём решении, общественный энтузиазм был настолько велик, что никто не осмелился взять французские деньги. 23 января 1668 года договор о создании альянска был подписан Англией и Голландией. Стремясь расширить коалицию, Темпл пригласил Швецию, подписавшую договор с голландцами в июле 1667 года и контролировавшую балтийскую торговлю необходимыми для судостроения смолой и лесом.

## Условия
Альянс подразумевал оборонительный союз, гарантию соблюдение условий прекращения Деволюционной войны и секретные положения. Испания была признана частично ответственной за войну, организовав брак Леопольда и Маргариты Терезии в 1666 году, и поэтому ей пришлось взять на себя часть расходов. В соответствии с соглашением, достигнутым в сентябре, Франция уйдет из испанских Нидерландов, но сохранит за собой Лилль, Армантьер, Берг, Дуэ-Турне, Ауденарде, Кортрейк, Верне, Бинш, Шарлеруа и Ат.
Альянс гарантировал соблюдение Испанией секретного пункта, требующего от неё прекращения войны с Португалией. Ещё один пункт предусматривал возвращение Франции к границам 1659 года при продолжении войны. Английский парламент одобрил в случае необходимости выделение 300 тыс. ф. с., а Генеральные штаты обещали задействовать 48 военных кораблей и набрать 18 тыс. дополнительных солдат. В качестве условия подписания Швеция потребовала возмещения 480 тыс. риксдалеров— расходов, понесенных при попытке захватить Бремен в 1666 году, которая, как она утверждала, помогла-бы Испании. Голландцы и англичане отказались платить и переложили обязательства на Испанию; после длительных дебатов Швеция подписала договор 5 мая.

## Последствия
Вошедшие во Франш-Конте 5 февраля французы завершили его завоевание через две недели, и Людовик решил заключить мир. Цена войны оказалась намного выше ожидаемой, а король Испании Карл, как сообщается, был близок к смерти; тем самым его соглашение с Леопольдом означало, что Людовик мог достичь своих целей не на поле боя. В апреле он встретился с представителями Англии и Нидерландов в Сен-Жерменском дворце, чтобы согласовать условия, которые использовались в Экс-ла-Шапель в мае. В 6-й статье голландцы и англичане обязались обеспечить их соблюдение, если Испания не подчинится, что отражает «секретное» положение союза против Франции. На самом деле Англия не поддерживала войну с Испанией от имени Франции или голландцев, особенно с учётом коммерческих условий Мадридского договора 1667 года; кроме того, королевский флот был не в состоянии вести войну.
В краткосрочной перспективе Тройственный союз был подорван расхождением интересов. Де Витт и Карл видели в нём способ улучшить свою позицию на переговорах с Бурбоном, хоть эта точка зрения и расходилась с антифранцузскими настроениями в обеих странах. Вдобавок англичане были сторонниками мира, а неразрешенные коммерческие споры с южным соседом в итоге привели к Третьей англо-голландской войне. Для Швеции это была возможность заменить своего регионального соперника Данию-Норвегию в качестве основного голландского союзника в Прибалтике и положить конец уступкам, наложенным Эльбингским соглашением 1656 года.
Однако договор ознаменовал конец давнего франко-голландского союза и стал первым шагом в создании антифранцузской коалиции, которая продолжалась до конца войны за испанское наследство в 1714 году. Концепция баланса сил, отстаиваемая Темплом, имела две важные последствия для английской политики: способность проводить её в жизнь и сеть союзников. С 1668 по 1674 год парламент проголосовал за усиление королевского флота, и английская дипломатия начала сосредотачиваться на таких державах, как Швеция, Бранденбург и Дания, а не только на Испании, Голландии, Франции или Священной Римской империи.
Де Витт надеялся, что угроза Тройственного союза заставит Людовика смягчить свои требования, но это просто показало пределы его способности контролировать Генеральные штаты. Бредские договоры и альянс рассматривались как дипломатические триумфы Голландии, но, хотя Де Витт понимал опасность срыва французских амбиций, ему не удалось убедить остальных голландцев. Людовик решит, что лучший способ приобрести Испанские Нидерланды — это победить голландцев, что приведёт к голландской войне 1672—1678 годов.